# يوسف بن عقنين
أبي الحجاج يوسف بن اسحاق السبتي المغربي أي يوسف بن يهوذا بن عقنين (بالعبرية: יוסף בן יהודה אבן עקנין؛ ق. 1150 –  1220) كان كاتبا ومترجما وطبيبا وفلكيا يهوديا مشهورا. كان من أبرز تلاميذ موسى بن ميمون وألف الكثير، خصوصا عما يخص المشناه والتلمود. هو أندلسي المولد فولد في برشلونة ولكنه مغربي الأصل واستقر في مدينة فاس، حيث عاش يمارس التقية كيهودي متخفٍ حسب اعترافه.
بالإضافة إلى نسخة من التلمود باللغة العربية (هناك ترجمة إلى العبرية على موقع مافو ها-تلمود) ومقالة عن أوزان ومقاييس تلمودية، من أعماله هناك:
- Sefer ha Musar («كتاب الأخلاق»)

تعليق على كتاب أخلاق الآباء مثل تعليق موسى بن ميمون
- طب النفوس («نذافة الأرواح الصحية ومعالجة الأرواح المريضة»)

كتاب عن علم النفس فيه فصول عن الصداقة والفصاحة والصمت والاحتفاظ بسر والكذب والطعام والشرب والزهد والتعليم واحتياجات الروح ومصيرها والاضطهاد وأفضل الردود عليه والتوبة. الفصل عن التعليم يحاجج بأن دراسة المنطق والعلم لا ينبغي أن تخاض قبل الثلاثين من العمر، وبعد أساس في التعليم التقليدي فقط كيلا تدنس المعتقدات الدينية من شكك فلسفية.
- انكشاف الأسرار وظهور الأنوار

تعليق عن سفر نشيد الأنشاد، يتناول كل آية على 3 مستويات: المستوى الحرفي فيما يستشهد بنحويين معاصرين لشرح كل كلمة في المخطوطة، والمستوى الحاخامي على أساس نصوص مدرسية رمزا إلى علاقة بني إسرائيل بالله، والمستوى المجازي فيما يصف الروح ساعية إلى الاتحاد مع الفكر، استنادا إلى شعراء يهود وعرب وفلسفة الفارابي وابن سينا
- ترجمة كتاب الموسيقى الكبير للفارابي إلى العبرية[1][1][1][./Joseph_ben_Judah_ibn_Aknin#cite_note-2 [2]]

وهناك أعمال فقدت مثل حكم أومشپاتم (مجموعة عن القانون اليهودي) ورسالة الإبانة في أصول الديانة
ومن المعروف أن بن عقنين عاصر موسى بن ميمون في فاس، ويستشهد بالكثير من نفس المصادر ويتبنى موقفا شبيها، إلا أنه ليس «يوسف بن يهوذا» الذي كتاب يوجِّه دلالة الحائرين إليه.